# ニョグタ
ニョグタ（Nyogtha）は、創作作品群クトゥルフ神話に登場する架空の神性。
異名は「闇に棲みつくもの」「ありえざるもの」。
タタールのタンの洞窟に棲む。粘性ある黒いアメーバ状の神。亀裂から召喚される。魔女アビゲイル・プリンはこの神を崇拝した。グールの神でもある。
「環頭十字架」と「ヴァク＝ヴィラの呪文」と「ティクゥオン霊液」で退散できる。

## 作品
登場作品
- セイレムの恐怖：ヘンリー・カットナー
- 窖に通じる階段：リン・カーター

関連作品
- 第七の呪文：ジョセフ・ペイン・ブレナン
- 地を穿つ魔[注 1]：ブライアン・ラムレイ
- TRPGクトゥルフの呼び声「ニャルラトテップの仮面」